# تشارلي باريت
تشارلي باريت (بالإنجليزية: Charley Barrett)‏ هو لاعب كرة قدم أمريكية أمريكي، ولد في 3 نوفمبر 1893 في بيليفو في الولايات المتحدة، وتوفي في 21 مايو 1924 في توسان في الولايات المتحدة.